# Wetterkreuzberg
Der Wetterkreuzberg ist ein 400,7 m ü. NHN hoher Berg der Haardt am Ostrand des Pfälzerwaldes in Rheinland-Pfalz. Am Gipfel befindet sich die Maria-Schutz-Kapelle und ein Wetterkreuz. Beide Objekte sind als Kulturdenkmale der Gemeinde Maikammer ausgewiesen.

## Geographie

### Lage
Der Wetterkreuzberg gehört wie der Breitenberg (545,2 m), der Taubenkopf (603,8 m), der Hüttenberg (620,1 m) oder die Kanzel (531,7 m) zu den Vorbergen des Kalmitmassivs (672,6 m). Er befindet sich in exponierter Lage direkt am Rand der Haardt, so dass er trotz der relativ geringen Höhe von Standorten der Rheinebene aus als markanter Berg wahrgenommen werden kann. Im Norden ist der Berg über einen flachen Sattel mit der Kanzel verbunden. Auf dem Gipfel befindet sich weit sichtbar die katholische Maria-Schutz-Kapelle. Der Berg gehört zur Gemarkung Maikammer. Die Maikammerer Weinlage Kapellenberg reicht bis an den Osthang des Berges heran.

### Naturräumliche Zuordnung
Der Wetterkreuzberg gehört zum Naturraum „Pfälzerwald“, der in der Systematik des von Emil Meynen und Josef Schmithüsen herausgegebenen Handbuches der naturräumlichen Gliederung Deutschlands und seinen Nachfolgepublikationen als Großregion 3. Ordnung klassifiziert wird. Betrachtet man die Binnengliederung des Naturraums, so gehört er zum Mittleren Pfälzerwald und hier zum Gebirgszug der Haardt, welche den Pfälzerwald zur oberrheinischen Tiefebene hin abgrenzt.
Zusammenfassend folgt die naturräumliche Zuordnung des Wetterkreuzbergs damit folgender Systematik:
1. Großregion 1. Ordnung: Schichtstufenland beiderseits des Oberrheingrabens
2. Großregion 2. Ordnung: Pfälzisch-saarländisches Schichtstufenland
3. Großregion 3. Ordnung: Pfälzerwald
4. Region 4. Ordnung (Haupteinheit): Mittlerer Pfälzerwald
5. Region 5. Ordnung: Haardt

## Geschichte
An Ostseite des Gipfels befindet sich das namensgebende Wetterkreuz, welches im Jahr 1863 errichtet wurde. Nach einer Inschrift am Kreuz müssen Vorversionen schon vor 1845 existiert haben. Hintergrund der Aufstellung von Wetterkreuzen war die fromme Praxis, um eine Verschonung der Weinernte vor Unwettern zu bitten, die zu einem Verlust der jährlichen Gesamteinnahme in einem lokalen Weinbaubetrieb führen konnte. Traditionell wurden die Bittprozessionen bis in die heutige Zeit weitergeführt. Im Jahre 1953 wurde auf dem Gipfelplateau die Maria-Schutz-Kapelle erbaut. Ihr Bau resultiert aus einem Gelöbnis von Frauen der Pfarrei Maikammer und dem Prälat Eichenlaub im Jahre 1944 als Dank für den Schutz vor einer möglichen Kriegszerstörung im Zweiten Weltkrieg.

## Verkehr und Wandern
Über den Berg führt die von Maikammer aus zum Hüttenhohl verlaufende Kalmithöhenstraße (als Teil der Landesstraße 515). Kurz unterhalb des Gipfels befindet sich ein Wandererparkplatz. Von hier aus ist der Gipfel und die Kapelle über einen 200 Meter langen, als Kreuzweg angelegten Waldpfad erreichbar. Über Wanderwege ist der Berg vom Maikammerer Ortsteil Alsterweiler, von St. Martin oder auch von der Klausentalhütte aus erreichbar.